# Praça do Comércio

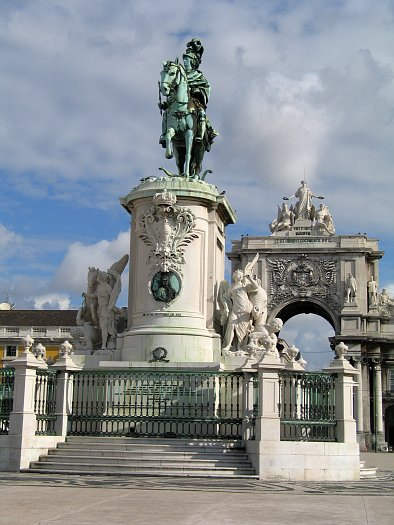
Arc Triomfal de la Rua Augusta i Estàtua de Josep I, en la Praça do Comércio

La Praça do Comércio (plaça del comerç, més coneguda per Terreiro do Paço), va ser el terreny on s'assentava el Palau Reial de Lisboa durant més de dos-cents anys. L'any 1511, D. Manuel I va canviar la seua residència des del Castell de Sant Jordi a aquest lloc al costat del Tajo. Aquest palau i la seua biblioteca amb més de setanta mil volums va ser destruït pel Terratrèmol de Lisboa.
En la reconstrucció, la plaça esdevé un element central dels plans del Marquès de Pombal. Hi preveia assentar la borsa. Als nous edificis, amb arquejades envoltant la plaça alberguen ministeris.
Després de la Revolució de 1910 els edificis van ser pintats de rosa, el color republicà, en contraposició al groc real d'antany. El costat sud, amb dues torres quadrades, s'obre al Tajo. Aqueixa va ser sempre la millor entrada de Lisboa, on arribaven els ambaixadors i la reialesa. Per a desembarcar utilitzaven uns graons de marbre. Encara és possible veure aqueixa entrada a Lisboa. Avui el que destaca de la plaça és l'intens tràfic de l'avinguda da Ribeira, que passa entre la plaça i el riu.
Al centre de la plaça es pot veure l'estàtua eqüestre de D. Josep I, erigida el 1775 per Machado de Castro, el principal escultor portuguès del segle xviii. Quan es va inaugurar l'estàtua, la construcció era lluny de ser acabada i s'hi van erigir un simulacre de fusta pintada amb la imatge dels futurs edificis.
Amb el pas dels anys, l'estàtua el bronze va oxidar i prendre una pàtina verda. A l'ala nord de la plaça hi ha l'impressionant Arc Triomfal da Rua Augusta, que és l'entrada a la Baixa.
L'1 de febrer de 1908, el rei Carles i el seu fill Lluís Felip van ser atacats quan travessaven la plaça. El 1974 la plaça va ser l'escenari de la Revolució dels Clavells durant la qual, sense violència, el poble va derrocar el govern dictatorial de Marcelo Caetano. L'àrea era aparcament durant molts anys, encara que avui aquest vast espai pacificat rep esdeveniments culturals i espectacles.